# Redmi Note 8
El Xiaomi Redmi Note 8, es un teléfono inteligente de gama media desarrollado y comercializado por Xiaomi, con sistema operativo Android y la interfaz de usuario de Xiaomi, MIUI, fue lanzado en septiembre de 2019.

## Especificaciones
| Variantes                    | Redmi Note 8                | Redmi Note 8T               | Redmi Note 8 Pro    |
| ---------------------------- | --------------------------- | --------------------------- | ------------------- |
| Pantalla                     | 6,3"                        | 6,3"                        | 6,53"               |
| Procesador                   | Qualcomm Snapdragon 665 AIE | Qualcomm Snapdragon 665 AIE | MediaTek Helio G90T |
| Batería                      | 4000mAh                     | 4000mAh                     | 4500mAh             |
| RAM                          | 4GB                         | 3GB                         | 6GB/8GB             |
| Cámara Principal             | 48MP                        | 48MP                        | 64MP                |
| Cámara Ultra Gran Angular    | 8MP                         | 8MP                         | 8MP                 |
| Cámara Sensor de Profundidad | 2MP                         | 2MP                         | 2MP                 |
| Cámara Macro                 | 2MP                         | 2MP                         | 2MP                 |
| Cámara Frontal               | 13MP                        | 13MP                        | 20MP                |
| Carga Rápida                 | 18W                         | 18W                         | 18W                 |
| NFC                          | No                          | Si                          | Si                  |